# Mars Pathfinder
Mars Pathfinder, der blev afsendt den 4. december 1996 af den amerikanske rumfartsorganistation, NASA, var den første mission, der landede et køretøj på Mars. Undervejs til Mars blev rumfartøjets kurs justeret fire gange, nemlig den 10. januar, 3. februar, 6. maj og 25. juni. Efter en rejse på 7 måneder landede Mars Pathfinder vha. airbags den 4. juli 1997. Efter landingen kørte Sojourner rundt i nærheden af landeren og undersøgte klippeblokke med navne som Barnacle Bill, Yogi og Scooby-Doo. Sojourner kommunikerede med Jorden ved hjælp af landeren som relæstation. Landingsstedet blev retrospektivt døbt The Carl Sagan Memorial Station efter JPL's Carl Sagan. Erfaringerne med Mars Pathfinder og Sojourner er siden brugt ved designet af robotterne Spirit og Opportunity der landede i januar 2004.
| Rumfart | Spire Denne artikel om rumfart er en spire som bør udbygges. Du er velkommen til at hjælpe Wikipedia ved at udvide den. |

- Wikimedia Commons har flere filer relateret til Mars Pathfinder